# Jules Grenier (écrivain)
Pour les articles homonymes, voir Grenier (homonymie).
Ne doit pas être confondu avec Claude Jules Grenier.
Jules Grenier (1844-1888) est un écrivain et sténographe français, qui rassembla de nombreux contes briards.

## Biographie
Né à Villiers-sur-Morin, Jules Grenier est le fils d'une famille de vignerons installée dans la Brie. En partie paralysé des jambes à l'âge de 4 ans, Jules souffrit toute sa vie de ce handicap. Après son certificat d'études, il entre comme apprenti à l'âge de 14 ans chez un tailleur de sa ville natale.
En 1865, Jules Grenier avait accumulé un certain nombre de contes locaux recueillis auprès des habitants de sa région. Il décide d'en soumettre la publication à un journal de Meaux, Le Publicateur. En 1869, il devient un ardent promoteur de la sténographie mise au point par Émile Duployé et imaginée par Théodore-Pierre Bertin ; il s'efforcera de faire adopter par les instituteurs cette technique.
En 1874, il publie chez A. Le Blondel (Meaux) le Journal d'un mobile de Seine-et-Marne à la défense de Paris 1870-1871, témoignage de l'occupation par les troupes allemandes rédigé par son frère Alphonse. Il entame une série de collaborations avec des périodiques (journaux, revues) locaux comme Le Briard et l'Almanach historique de Seine-et-Marne. En 1877, il fonde le Cercle de la Brie, consacré à la sténographie, suivi du lancement de la Gazette sténographique de Seine-et-Marne.
En 1883, il fait paraître une somme, La Brie d'autrefois chez l'éditeur Abel Bertier à Coulommiers. Il est ensuite nommé officier d'académie.
Proche du peintre Amédée Servin qui peignit Villiers-sur-Morin et ses environs, Grenier organise un hommage à cet artiste et au cercle artistique qui s'était formé autour de lui.
L'un de ses disciples fut Georges Husson qui publia sa biographie en 1890 chez Le Blondel, deux ans après sa mort.

## Autres publications
- La Brie d'autrefois[4],[5], Delagrave, 1885 — réédition par Le Livre d'histoire, 2004  (ISBN 9782844351388).